# George M. Church (Molekularbiologe)

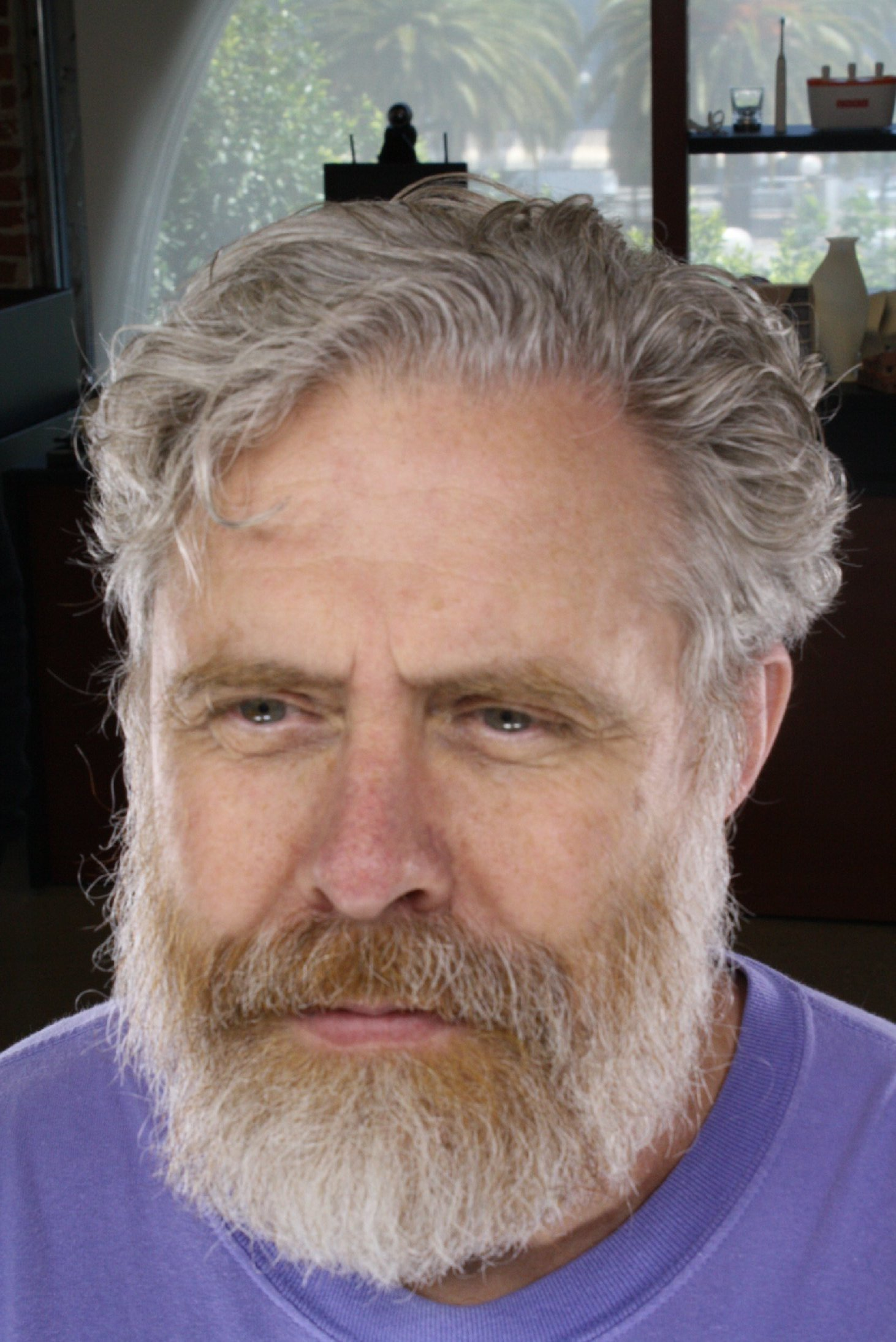
George M. Church, 2012

George McDonald Church (* 28. August 1954, MacDill Air Force Base, Tampa, Florida) ist ein US-amerikanischer Molekularbiologe an der Harvard University.
Church konnte wesentlich zur Genom-Forschung beitragen. So entwickelte er Techniken zur DNA-Sequenzierung und hat damit, dass er 2006 das Personal Genome Project ins Leben gerufen hat, die Entwicklung des Gebiets der persönlichen Genomik (personal genomics) befördert. Auch konnte er der synthetischen Biologie wichtige Impulse geben.

## Leben
Church war das Kind eines Militärpiloten und Autorennfahrers und einer Autorin, wurde aber von einem späteren Ehemann seiner Mutter, einem Arzt, adoptiert.
Church erwarb 1974 an der Duke University einen Bachelor in Zoologie und Chemie, musste 1976 die Universität aber wegen mangelhafter Leistungen ohne den angestrebten Ph.D. in Biochemie verlassen. 1984 erwarb er an der Harvard University einen Ph.D. in Biochemie und Molekularbiologie. Als Postdoktorand arbeitete er für die Biogen Research Corporation und bei Gail R. Martin an der University of California, San Francisco, bevor er 1986 eine erste Professur (Assistant Professor) an der Harvard Medical School erhielt. 1992 wurde er Associate Professor, 1998 erhielt er eine ordentliche Professur und ist heute (Stand 2014) Professor für Genetik an der Harvard Medical School. Von 1986 bis 1997 forschte er zusätzlich für das Howard Hughes Medical Institute (HHMI).
Church ist mit der Genetik-Professorin Ting Wu verheiratet; das Paar hat eine Tochter.

## Wirken
Church befasste sich ursprünglich mit Chemie und Kristallografie. Ab 1980 entwickelte er Konzepte für die DNA-Sequenzierung, die aber erst ab 1994 mit fortschreitender Automatisierungstechnik mit der Sequenzierung des Genoms von Helicobacter pylori zu einer kommerziellen Anwendung führte. Weitere Anwendungen und Unternehmen, die von ihm entwickelt beziehungsweise gegründet wurden, waren das Fluorescent In Situ Sequencing (FISSeq, 1999), ABI-SOLiD (2006), der Open-Source-Sequenzierautomat Polonator (2007), das Unternehmen Complete Genomics (NASDAQ-gehandelt, 2008) und die Endkunden-orientierten Unternehmen Knome und 23andMe.
Seine Arbeit mit der organischen  Biosynthese von Oligonukleotiden und deren homologer Rekonstruktion führten ihn in den 1990er Jahren zur Forschungsarbeit an der Synthese von Mini-Proteinen und zur photosynthetischen Produktion von Alkanen aus Kohlendioxid.
Church betont die Notwendigkeit einer Entwicklung von neuen ethischen Grundsätzen und Sicherheitsüberlegungen bei der Einführung von neuen Technologien. Die Konstruktion neuer Genome, die einen genetischen Code enthalten, der zum Beispiel unempfindlich wäre gegen Viren und andere genetische Veränderungen, gehört für ihn dazu. Überlegungen dieser Art führten ihn zum Start des Personal Genome Project, das menschliche Genomik mit Umweltdaten und biografischen Merkmalen verknüpft und diese Daten unter Einbeziehung einer Ethikkommission als Open Access zur Verfügung stellt.
Neuere Arbeiten befassen sich mit der Beziehung zwischen Mikrobiomik und Immunantwort.
Church hat (Stand 2014) mehr als 330 wissenschaftliche Veröffentlichungen und ist Inhaber von mehr als 60 Patenten. Seit 2016 zählt ihn Thomson Reuters aufgrund der Zahl seiner Zitierungen zu den Favoriten auf einen Nobelpreis (Thomson Reuters Citation Laureates).
2022 begann unter seiner Leitung ein neuer Versuch, den ausgerotteten tasmanischen Beutelwolf mit Hilfe der Gentechnik rückzuzüchten.
Church hat ferner in Zusammenarbeit mit Nebula Genomics verkündet, ein Non-Fungible Token (NFT) seiner DNS veröffentlichen zu wollen und die dabei aufgebrachten finanziellen Mittel unter anderem zur Finanzierung der Forschungsvorhaben Nebula Genomics zu verwenden. Im Juni 2022 kam es schlussendlich zur Veröffentlichung von insgesamt 20 NFTs eines Bildes Churchs statt seiner DNS. Begründet wurde dieses Vorgehen mit dem Umstand, dass man mit der Veröffentlichung in ihrer ursprünglich geplanten Form auf eine geeignetere Marktlage in Angesicht des Bärenmarktes warten möchte.

## Auszeichnungen (Auswahl)
- 2011 Bower Award and Prize for Achievement in Science[6]
- 2011 Mitglied der National Academy of Sciences[7]
- 2012 Mitglied der National Academy of Engineering[8]

## Schriften
- mit Edward Regis: Regenesis. How Synthetic Biology Will Reinvent Nature and Ourselves. Basic Books, 2012, ISBN 9780465075706